# 今村明光
今村 明光（いまむら あきみつ、1883年（明治16年）2月19日 - 1950年〈昭和25年〉4月7日）は、日本の医学者、内科学者。旧制東京女子医学専門学校（現・東京女子医科大学）教授。学位医学博士。

## 生涯
1883年、鹿児島県の士族今村明清の六男として鹿児島市にて生まれた。中学造士館を経て、1904年7月に第七高等学校造士館を卒業（第三部医科志望、第1回卒業生）。1909年12月東京帝国大学医科大学卒業。続けて同大学の病理学教室で研究、次いで大学附属医院に勤務。1919年東京帝国大学医学部講師嘱託となる。1921年12月8日、東京帝国大学より医学博士の学位を受領。1922年6月東京帝国大学医学部助教授に任じられる。1925年8月、山梨県病院（現・山梨県立中央病院）長となる。1929年11月東京女子医学専門学校教授に就任（10月23日に急逝した内科学教室寺島清司教授の後任）。東京女子医学専門学校病院の内科部長や病院長を務めた。学界では、日本伝染病学会の評議員を務めた。失明のため1944年9月東京女子医学専門学校教授を退任。墓所は多磨霊園。

## 家族・親族
- 兄：今村明恒は地震学者[2][5][9]。日本地震学会を設立した。

## 著作
- 『昏睡状態ノ診断及療法』（1911年）
- 『糖尿病及其療法』（1912年）
- 『バンク式臨床血液糖測定法「グリコゲーン」定量法ニ就テ』（1924年）